# Minniza sola
Minniza sola är en spindeldjursart som beskrevs av Chamberlin 1930. Minniza sola ingår i släktet Minniza och familjen Olpiidae.

## Underarter
Arten delas in i följande underarter:
- M. s. distincta
- M. s. sola